# Jean-Pierre Bachasson
Jean-Pierre Bachasson, signore e 1º conte di Montalivet (Neunkirch, 5 luglio 1766 – Saint-Bouize, 22 gennaio 1823), è stato un politico francese e Pari di Francia, ministro dell'interno dal 1809 al 1814.
Ha dato i natali a Marthe-Camille Bachasson, 3º conte di Montalivet, anch'egli ministro dell'interno (sotto Luigi Filippo).